# Птыш (гора)
Птыш — горная вершина на границе России и Абхазии, вершина Домбая. Высота — 3687,8 м.
Тропа к Птышскому леднику переходит по мостику через Чучхур и начинает взбираться на старые, теперь уже укрытые дёрном, каменные завалы. Появляются пятна рододендрона, выше среди камней встречаются полянки незабудок, примул, колокольчиков. Впереди показывается изрезанное трещинами верхнее поле Птышского ледника. Седловина над ним между скальным пиком г. Птыш (3687 м) и широким горбом Ю. Домбай-Ульгена (3585 м) — пер. Птыш (2993 м, 2А).
Вершина Птыш покрыта вечными снегами.
Первое восхождение на вершину Птыш в 1935 году совершила группа советских альпинистов под руководством В.А.Буданова.